# Graphania arotis
Graphania arotis är en fjärilsart som beskrevs av Edward Meyrick 1887. Graphania arotis ingår i släktet Graphania och familjen nattflyn. Inga underarter finns listade i Catalogue of Life.